# Église Saint-Rémi de Condé-en-Brie
Pour les articles homonymes, voir Église Saint-Rémi et Saint-Rémi.
L'église Saint-Rémi est une église située à Condé-en-Brie, en France.

## Description
Bâtie sur un plan de croix latine, son portail occidental a une tour unique au sud. Elle possède une Annonciation  qui est du XVIIIe siècle.

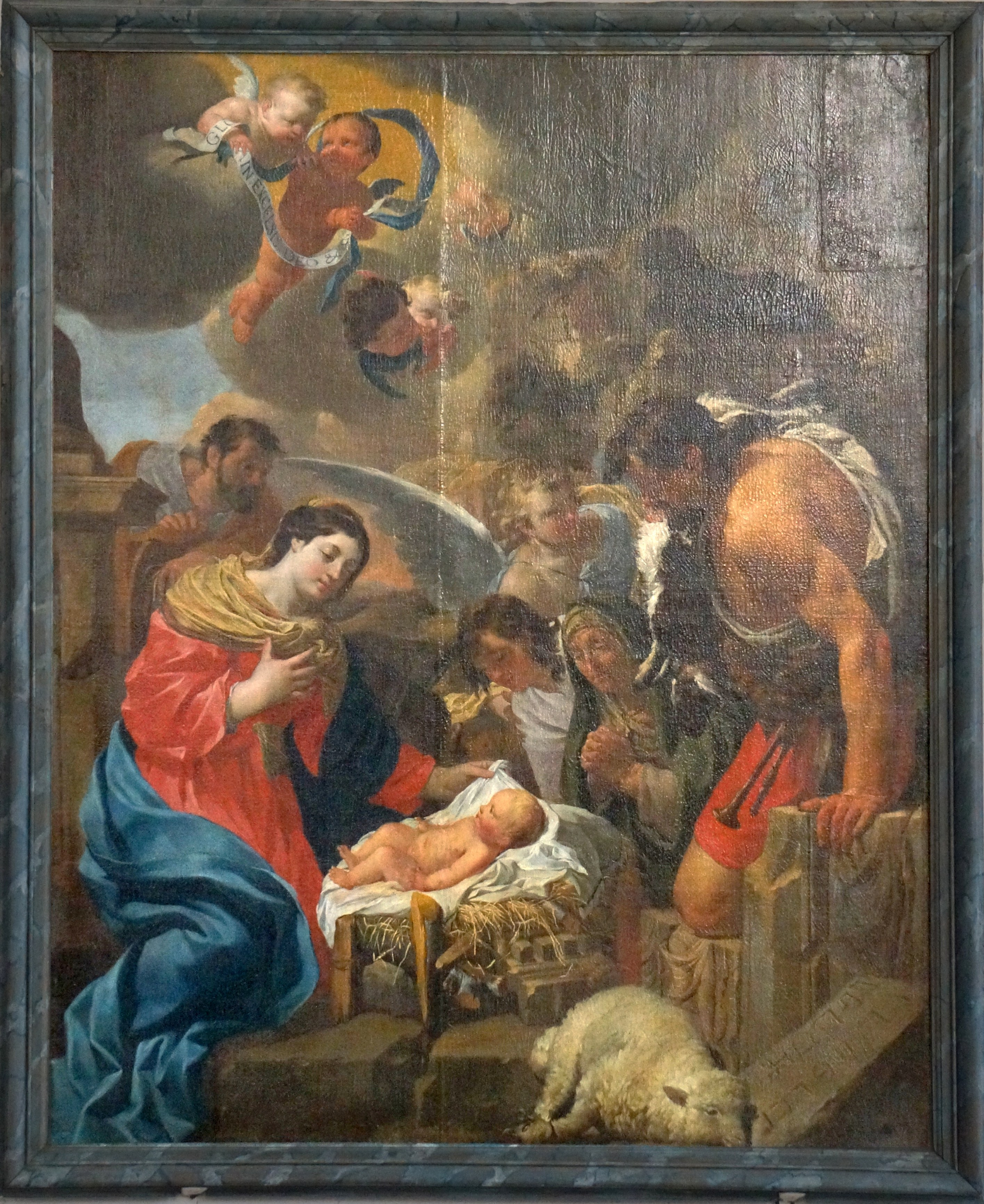
La Nativité,
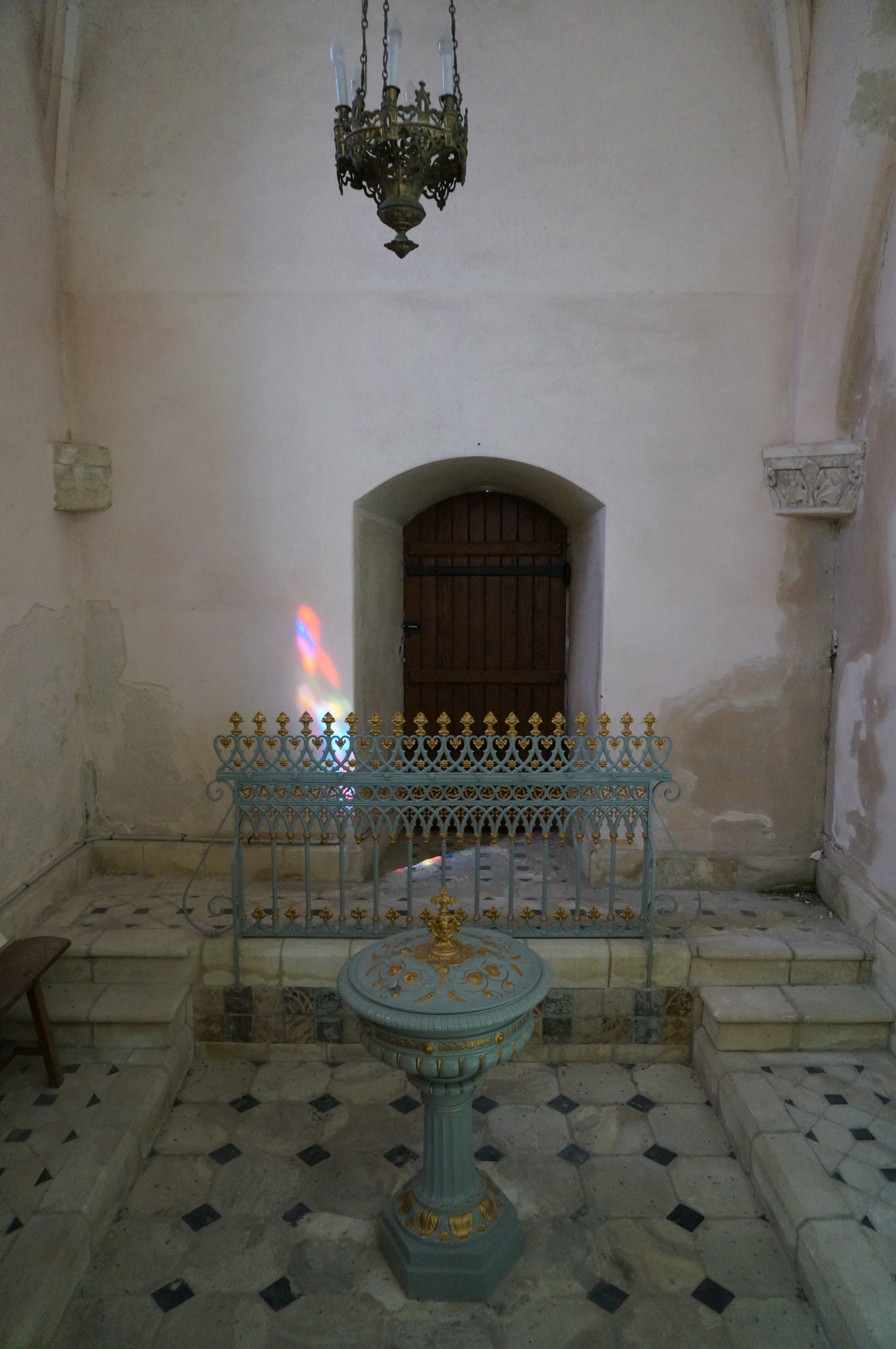
baptistère,
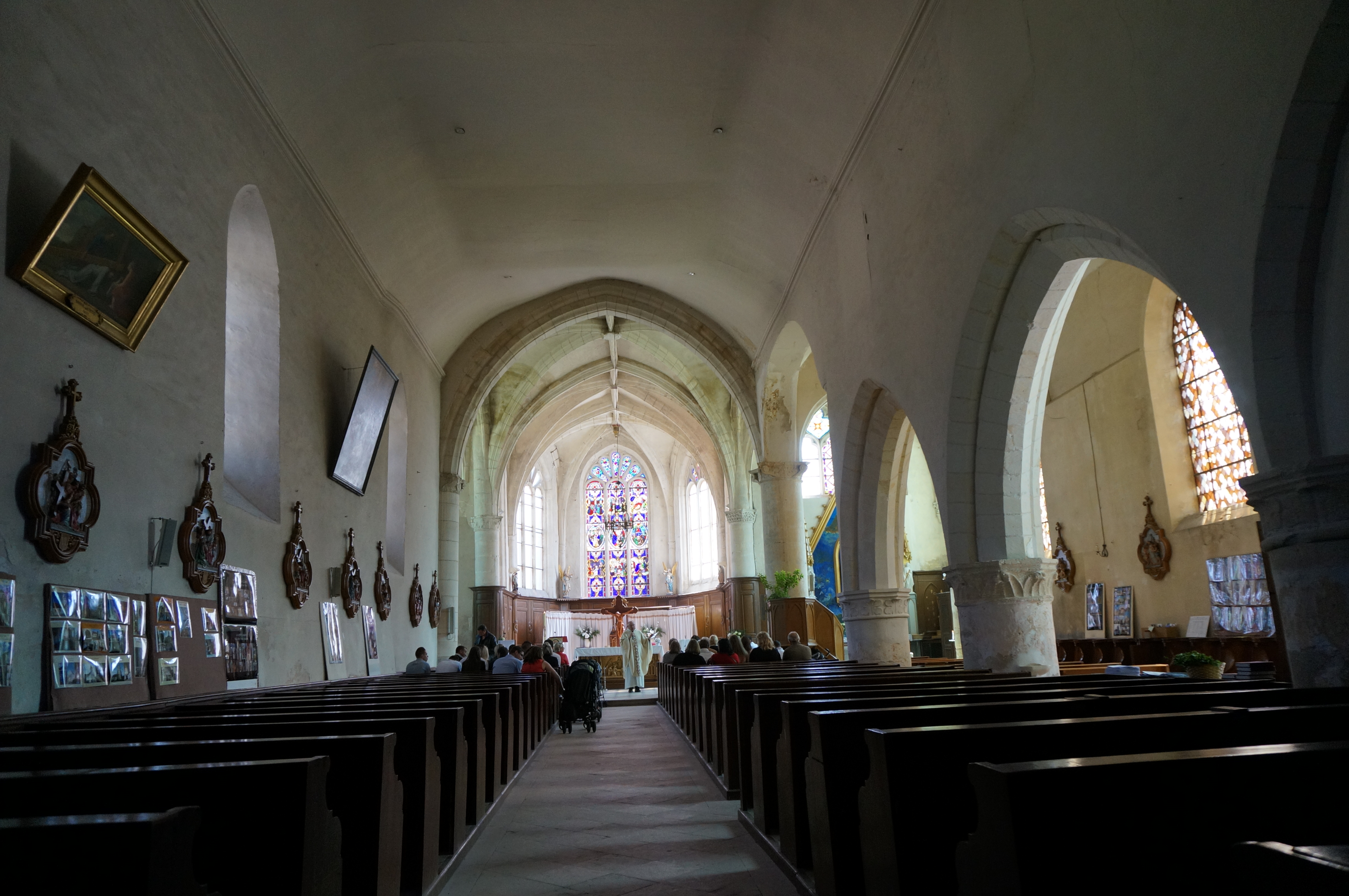
nef,
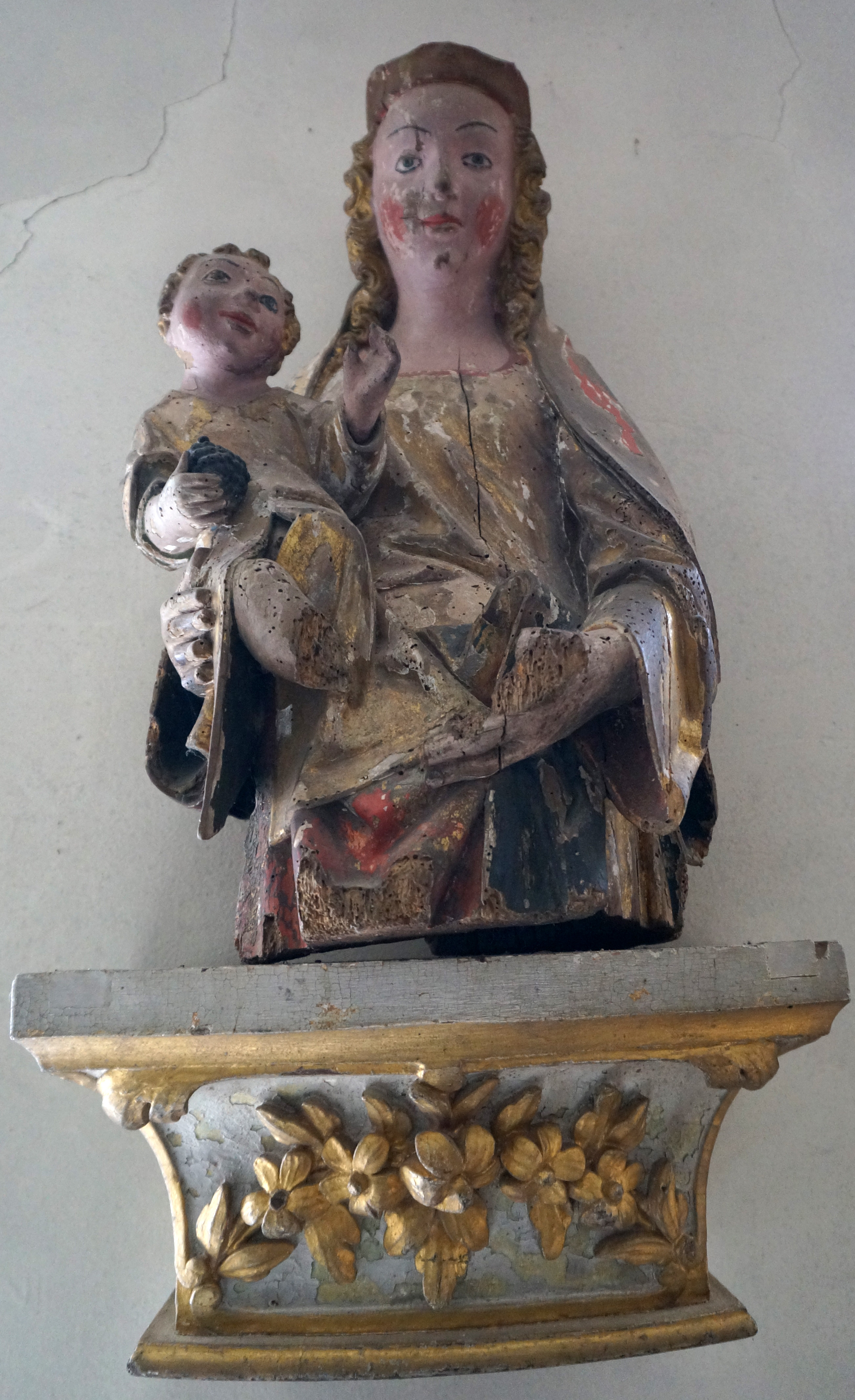
Vierge à l'enfant.

## Localisation
L'église est située sur la commune de Condé-en-Brie, dans le département de l'Aisne.

## Historique
Le monument est classé au titre des monuments historiques en 1920.

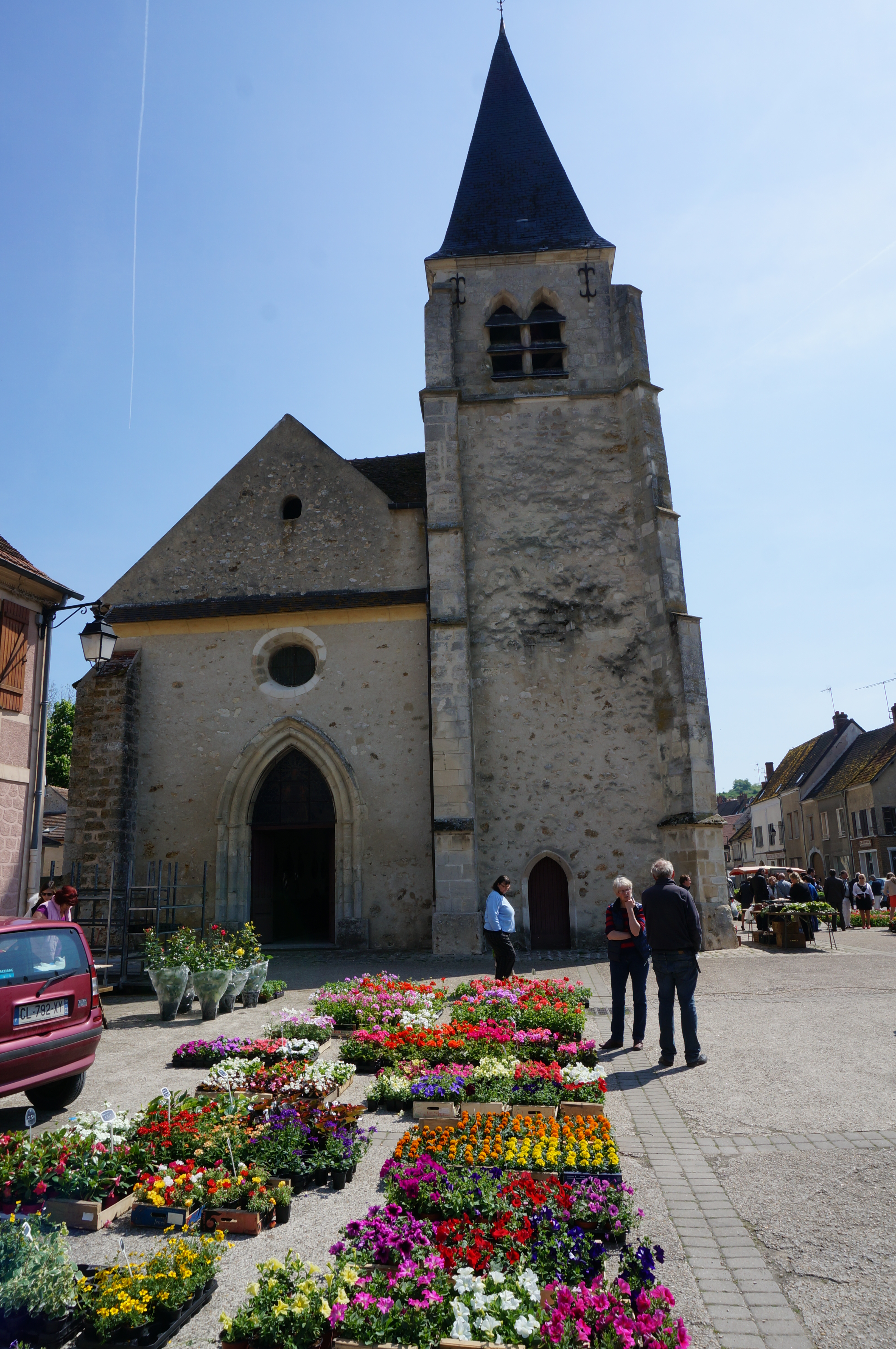
Sa tour et son portail occidental.